# Bankaktiebolaget Stockholm-Öfre Norrland

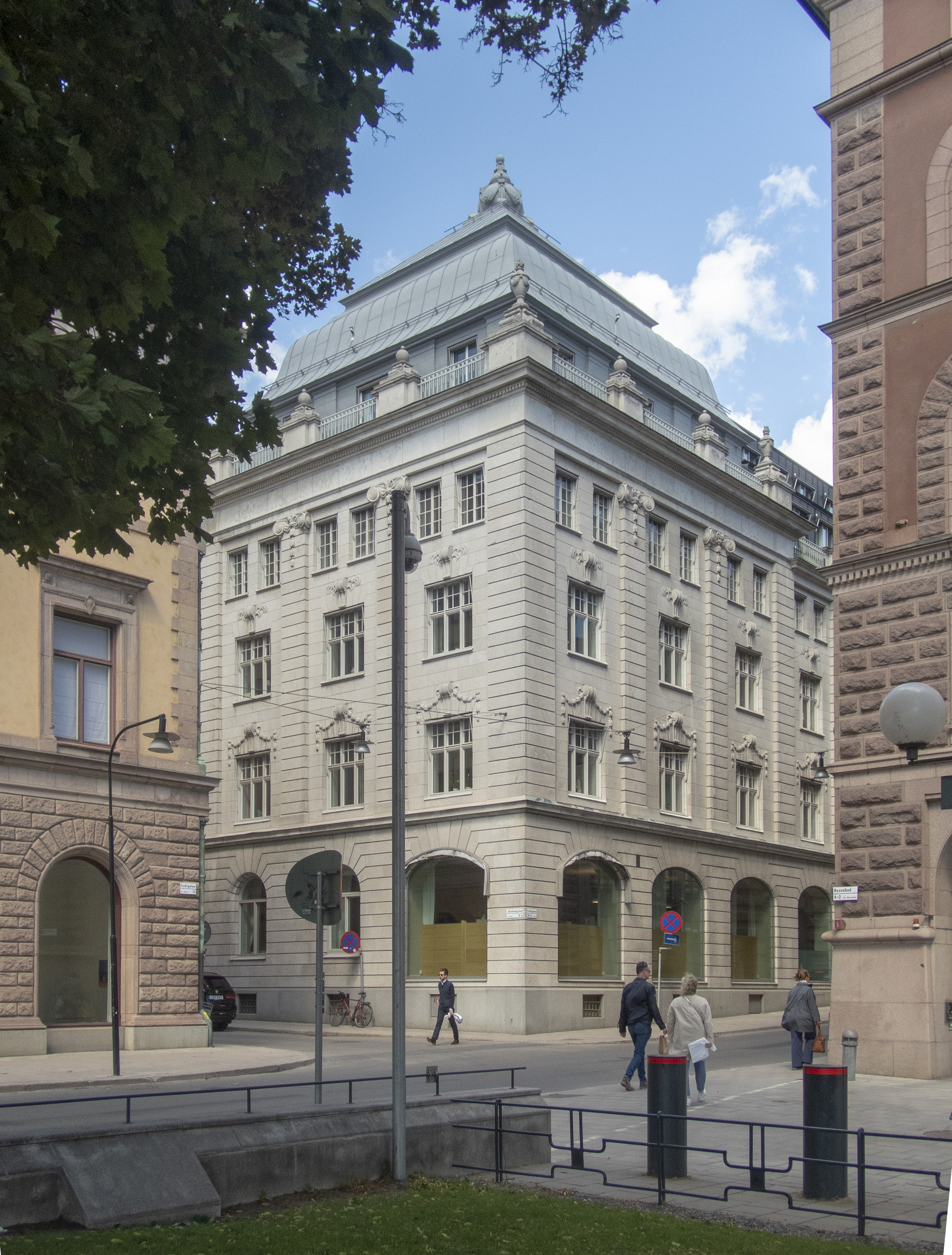
Huvudkontoret på Fredsgatan i Stockholm.

Bankaktiebolaget Stockholm-Öfre Norrland, senare Norrlandsbanken, var en svensk affärsbank som bildades 1899 genom övertagandet av den verksamhet som sedan 1866 drivits av Westerbottens enskilda bank. Huvudkontoret låg i Stockholm, där ett bankpalats uppfördes på Fredsgatan 10. I Stockholm hade banken även avdelningskontor på Skeppsbron 18 och Hornsgatan 8.
År 1911 tvingades banken rekonstrueras under namnet Norrlandsbanken, 1915 övertogs Söderhamns Folkbank, vilken grundats 1899, och 1917 fusionerades banken med Stockholms Handelsbank under den senares namn.